# كارل كينغ
كارل كينغ (بالإنجليزية: Karl King)‏ هو قائد فرقة ‏ وملحن أمريكي، ولد في 21 فبراير 1891، وتوفي في 31 مارس 1971 في فورت دودج في الولايات المتحدة.

## وصلات خارجية
- كارل كينغ على موقع IMDb (الإنجليزية)
- كارل كينغ على موقع ميوزك برينز (الإنجليزية)
- كارل كينغ على موقع أول ميوزيك (الإنجليزية)